# Madina (Bénin)
Pour les articles homonymes, voir Madina.
Madina est une localité béninoise située dans la commune de Kandi dans le département de l'Alibori.

## Histoire
Madina fait partie officiellement des 82 villages de la commune de Kandi depuis le 27 mai 2013; après la délibération et l'adoption par l'assemblée nationale du Bénin en sa séance du 15 février 2013 de la loi n° 2013-05 du 15/02/2013 portant création, organisation, attributions et fonctionnement des unités administratives  locales en République du Bénin,.

## Administration
Madina  fait partie des 07 villages que compte l'arrondissement de Kandi II aux côtés de Banigourou, Zerman-Kouré, Kossarou, Baobab et Alékparè.